# Pieni Rahajärvi
Pieni Rahajärvi är en sjö i kommunen Kuhmo i landskapet Kajanaland i Finland. Sjön ligger 192,4 meter över havet. Arean är 55 hektar och strandlinjen är 3,91 kilometer lång. Sjön  ingår i Uleälvens huvudavrinningsområde.   Den ligger omkring 100 kilometer öster om Kajana och omkring 530 kilometer nordöst om Helsingfors. 